# Íñigo de Mendoza
Fray Iñigo de Mendoza, född 1425 i Burgos, död 1507 i Valladolid, var en spansk skald och franciskanmunk.
Mendoza var lika berömd för sitt galanta liv vid hovet som för sitt gisslande av tidens laster. I Dictado en vetuperio de las malas mujeres y alabanza de las buenas (1489) satiriserar han skarpt i 288 vers hovlivets laster, i vilka han själv på ett uppseendeväckande sätt deltagit. Andra arbeten med samma syfte är Coplas en loor de los Reyes Católicos, Justa de la razón contra la sensualidad med flera. Mycket bifall vann hans La vida de Jesucristo och Cancionero (1492), som även innehåller skaldestycken av andra författare. Spanska akademiens "Catálogo de autoridades de la lengua" upptar Mendozas namn.